# Strangolagalli
Strangolagalli – miejscowość i gmina we Włoszech, w regionie Lacjum, w prowincji Frosinone. Znajduje się 90 km od Rzymu oraz 12 km od Frosinone.